# 遠景 I
遠景 I (えんけい I 、Ferne-Landschaft I )は、日本の作曲家、細川俊夫が1987年に作曲した管弦楽曲である。演奏時間は約15分。

## 作曲の経緯
作品は京都市が京都市交響楽団のための委嘱作品として制作された。

## 初演
作品は1987年12月25日に、小林研一郎の指揮、京都市交響楽団の演奏によって初演された。

## 編成
フルート3 (ピッコロ、アルトフルート持ち替え)、オーボエ3、クラリネット2、バスクラリネット、ファゴット2、コントラファゴット、ホルン4、トランペット3、トロンボーン2、テューバ、パーカッション4 (スネアドラム、バスドラム2、タムタム2、サスペンデット・シンバル4、アンティーク・シンバル、ウッドブロック、トムトム4、クラベス、ヴィブラフォン、むち)、ハープ、弦楽合奏